# Zastawne (rejon szeptycki)
Zastawne (ukr. Заставне) – wieś na Ukrainie, w obwodzie lwowskim, w w rejonie szeptyckim, w hromadzie Bełz, blisko granicy z Polską. Liczy około 100 mieszkańców. 
Do 1951 roku miejscowość nosiła nazwę Zastawie (ukr. Застав'є, Zastawje).
Znajduje się tu przystanek kolejowy Uhnów, położony na linii Rawa Ruska – Szeptycki.
W II Rzeczypospolitej do 1934 samodzielna gmina jednostkowa. 1 lipca 1934 gmina została zniesiona przez włączenie do miasta Uhnowa.
Pod okupacją hitlerowską w związku z poprowadzeniem granicy między Generalnym Gubernatorstwem a ZSRR (a od 1940 między dystryktami lubelskim a galicyjskim w obrębie GG) na rzece Sołokii, Zastawie zostało odłączone od Uhnowa i przyłączone do gminy Tarnoszyn w powiecie hrubieszowskim jako jej dwunasta gromada, licząca 761 mieszkańców.
Po wojnie włączone do gminy Uhnów jako gromada w powiecie tomaszowskim w woj. lubelskim. W 1951 roku w ramach umowy o zamianie granic Zastawie wraz z Uhnowem i Poddębcami zostało włączone do Związku Radzieckiego. Nadal stanowi odrębną wieś względem Uhnowa.